# Leptocerus telimelensis
Leptocerus telimelensis är en nattsländeart som beskrevs av Francois-Marie Gibon 1992. Leptocerus telimelensis ingår i släktet Leptocerus och familjen långhornssländor. Inga underarter finns listade i Catalogue of Life.